# Vanadylacetylacetonát
Vanadylacetylacetonát je komplexní organická sloučenina se vzorcem VO(acac)2, kde acac– je konjugovaná zásada acetylacetonu. Je to modrozelená pevná látka rozpustná v polárních organických rozpouštědlech. Molekula je tvořena vanadylovým kationtem, VO2+, navázaným na dva acetylacetonátové ligandy, acac–, přes dvojice atomů kyslíku. Podobně jako jiné elektricky neutrální acetylacetonátové komplexy je nerozpustný ve vodě.

## Příprava
Tato látka se připravuje z vanadičitých sloučenin, jako je síran vanadičitý:
Také jej lze získat redoxní reakcí z oxidu vanadičného. Část acetylacetonu se přitom oxiduje na acetanhydrid.

## Struktura a vlastnosti
Vanadylacetylacetonát má strukturu čtvercové pyramidy s krátkou vazbou V=O. Jedná se o slabou Lewisovu kyselinu, která tvoří adukty s pyridinem a methylaminem.

## Použití
Vanadylacetylacetonát se používá v organické syntéze jako katalyzátor epoxidace allylalkoholu a jeho derivátů terc-butylhydroperoxidem (TBHP). Systém VO(acac)2–TBHP epoxiduje geraniol pouze na allylové skupině, zatímco s druhou alkenylovou skupinou nereaguje, na rozdíl od kyseliny meta-chlorperoxybenzoové, která reaguje s oběma alkenyly. TBHP oxiduje VO(acac)2 na vanadičnou sloučeninu, která se koordinuje s alkoholovou skupinou substrátu a s hydroperoxidem, díky čemuž epoxidace probíhá na dvojné vazbě, která je blíže k místu, na kterém ke koordinaci dochází.